# Santiago (prowincja Chile)
Provincia de Santiago – prowincja w Regionie Metropolitalnym Chile. Jej ośrodkiem administracyjnym jest stolica kraju, Santiago. Jest to najbardziej zaludniona prowincja Chile, w 2017 roku zamieszkiwało ją 5,25 miliona osób.
W jej skład wchodzą 32 gminy:
1. Cerrillos
2. Cerro Navia
3. Conchalí
4. El Bosque
5. Estación Central
6. Huechuraba
7. Independencia
8. La Cisterna
9. La Granja
10. La Florida
11. La Pintana
12. La Reina
13. Las Condes
14. Lo Barnechea
15. Lo Espejo
16. Lo Prado
17. Macul
18. Maipú
19. Ñuñoa
20. Pedro Aguirre Cerda
21. Peñalolén
22. Providencia
23. Pudahuel
24. Quilicura
25. Quinta Normal
26. Recoleta
27. Renca
28. San Miguel
29. San Joaquín
30. San Ramón
31. Santiago
32. Vitacura